# Grábóc, Tolna
Grábóc  este un sat în districtul Bonyhád, județul Tolna, Ungaria, având o populație de 177 de locuitori (2011). 

## Demografie
Componența etnică a satului Grábóc
     Maghiari (87,73%)
     Germani (7,36%)
     Romi (3,07%)
     Sârbi (1,84%)
Componența confesională a satului Grábóc
     Romano-catolici (48,59%)
     Fără religie (15,25%)
     Reformați (6,21%)
     Ortodocși (1,69%)
     Necunoscută (28,25%)
Conform recensământului din 2011, satul Grábóc avea 177 de locuitori. Din punct de vedere etnic, majoritatea locuitorilor (87,73%) erau maghiari, existând și minorități de germani (7,36%), romi (3,07%) și sârbi (1,84%). Nu există o religie majoritară, locuitorii fiind romano-catolici (48,59%), persoane fără religie (15,25%), reformați (6,21%) și ortodocși (1,69%). Pentru 28,25% din locuitori nu este cunoscută apartenența confesională.